# 济南海关
   济南海关，是国家设在山东口岸的进出境监督管理机关，直属中华人民共和国海关总署，于1990年2月10日正式开关对外办理业务，2012年12月13日升格调整为正厅级直属海关。负责济南、淄博、潍坊、泰安、东营、德州、滨州、聊城等8市的海关业务。下辖12个隶属海关单位，内设18个机构，管理4个直属事业单位。辖区设有济南遥墙国际机场、潍坊港、东营港、滨州港4个对外开放口岸，有山东自贸试验区（济南片区）和潍坊国家农业开放发展综合试验区，有济南、潍坊、东营、章锦、淄博5个综保区和淄博、滨州、诸城3个保税物流中心（B型）。对外承担征税、监管、缉私、出入境检验检疫、统计等职责。

## 济南海关派出机构（正处级）[2]
| 城市/地区/机构 | 管理海关                                   | 管辖                                         | 行政级别 |
| 济南市         | 泉城海关 济南国际遥墙机场海关 济南邮局海关 |                                              | 正处级   |
| 济南市莱芜区   | 莱芜海关                                   | 负责济南市莱芜区、钢城区各项海关管理工作     | 正处级   |
| 淄博市         | 淄博海关                                   |                                              | 正处级   |
| 潍坊市         | 潍坊海关                                   | 负责潍坊市（寿光市，诸城市）各项海关管理工作 | 正处级   |
| 寿光市         | 潍坊海关驻寿光办事处                       |                                              | 副处级   |
| 诸城市         | 潍坊海关驻诸城办事处                       |                                              | 副处级   |
| 泰安市         | 泰安海关                                   |                                              | 正处级   |
| 东营市         | 东营海关                                   |                                              | 正处级   |
| 德州市         | 德州海关                                   |                                              | 正处级   |
| 滨州市         | 滨州海关                                   |                                              | 正处级   |
| 聊城市         | 聊城海关                                   |                                              | 正处级   |
| 风险防控分局   |                                            | 负责济南海关风险管理工作                     | 正处级   |

## 济南海关内设机构[3]
- 办公室（党委办公室）
- 法规处
- 综合业务办
- 关税处
- 卫生检疫处
- 动植物检疫处
- 进出口食品安全处
- 商品检验处
- 口岸监管处
- 统计分析处
- 企业管理和稽查处
- 财务处
- 科技处
- 督察内省处

政治部
- 人事教育处（党委组织部）
- 机关党委（思想政治工作办公室）（党巡宣传部）（党巡视工作办公室）
- 监察室（党委纪检组）
- 离退休干部办公室

## 济南海关事业单位[3]
- 济南海关后勤管理中心
- 中国电子口岸数据中心济南分中心
- 济南海关技术中心
- 济南国际旅行卫生保健中心

## 济南海关缉私局（副厅级）[4]
- 办公室
- 政治处
- 督察处
- 侦察处
- 查私处
- 法制处
- 情报技术处

潍坊海关缉私分局（正处级）
东营海关缉私分局（正处级）